# Christian Bauer (scacchista)
Christian Bauer (Forbach, 11 gennaio 1977) è uno scacchista francese, Grande maestro.

## Biografia
Christian Bauer è noto per adottare sistemi di apertura poco in voga ad alto livello, come la difesa Scandinava, la difesa Alekhine e la difesa Owen.
Sulla difesa Owen (1.e4 b6) ha scritto un libro: Play 1 ...b6: A Dynamic and Hypermodern Opening System for Black (Everyman Chess, Londra 2005).
Attualmente vive con la famiglia a Montpellier.
Vinse il suo primo campionato francese nel 1996 a Auxerre, diventando grande maestro l'anno successivo. Vinse ancora il titolo nazionale francese nel 2012 e nel 2015.
Nel 1999 ha partecipato al campionato del mondo ad eliminazione diretta di Las Vegas (vinto da Aleksandr Chalifman), superando al primo turno Rustam Qosimjonov, ma venendo battuto nel secondo da Péter Lékó.
Ha partecipato con la Francia a cinque olimpiadi degli scacchi dal 2000 al 2012 (in 1ª scacchiera alle olimpiadi di Istanbul 2000) e poi nel 2016 e 2018, ha vinto in totale 18 partite, pareggiate 25 e perse 8.
A causa della tragica scomparsa di suo figlio a 4 mesi, la Federazione francese ha deciso di concedere il titolo di campione di Francia 2012 ai 4 giocatori in testa alla classifica prima dell'11º ed ultimo turno: Maxime Vachier-Lagrave, Romain Édouard, Étienne Bacrot e lo stesso Christian Bauer.
Ha raggiunto il punteggio massimo Elo nell'agosto 2012, con 2682 punti (69º al mondo e 4º in Francia).

## Altri risultati
- 2001 : 1º nell'open di Parigi
- 2002 : =1º nell'open di Biel
- 2003 : 1º a Montpellier; =1º nell'open di Cannes
- 2004 : 1º a Metz, =1º a Montpellier, 1º al torneo open di Biel
- 2005 : 4º al torneo di Biel, davanti a Hikaru Nakamura e Magnus Carlsen (vinsero Boris Gelfand e Andrij Volokitin)
- 2006 : =1º a Metz
- 2007 : 1º a Ginevra
- 2009 : 1º a Vandœuvre-lès-Nancy
- 2016 : 1º a Ginevra nel 3° Championnat de parties rapides de la Francophonie.[6]
- 2018 : 1º al Torneo open di Cappelle-la-Grande; in ottobre durante le Olimpiadi di Batumi ottiene la medaglia di bronzo in 5^ scacchiera, con 7 punti su 9 partite.[4]